# Route 206 (Québec)
Pour les articles homonymes, voir Route 206.
La route 206 (R-206) est une route régionale québécoise d'orientation est / ouest située sur la rive-sud du fleuve Saint-Laurent. Elle dessert la région administrative de l'Estrie.

## Tracé

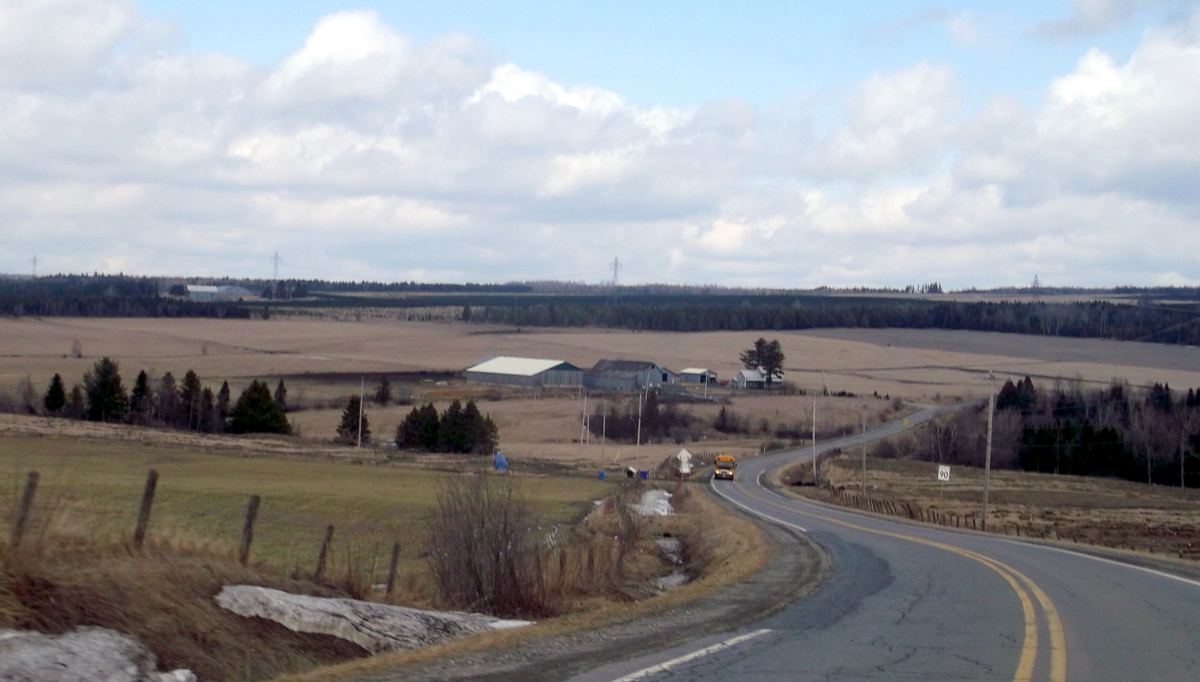
La route 206 près de Sainte-Edwidge.

La route 206 débute au centre-ville de Coaticook à la jonction des routes 141 et 147 et se termine à 24 kilomètres au nord-est, à Saint-Malo à la jonction avec la route 253.

## Localités traversées (de l'ouest vers l'est)
Liste des municipalités traversées par la route 206, regroupées par municipalité régionale de comté.

### Estrie
Coaticook
- Coaticook
- Compton
- Sainte-Edwidge-de-Clifton
- Saint-Malo

## Intersections majeures
| MRC                     | Municipalité              | km    | Destinations                                              | Notes |
| ----------------------- | ------------------------- | ----- | --------------------------------------------------------- | --- |
| Coaticook               | Coaticook                 | 0,00  | R-141 / R-147 – Sherbrooke, Magog, Vermont                | |
| Coaticook               | Sainte-Edwidge-de-Clifton | 15,00 | R-251 nord – Martinville, Johnville, Sherbrooke           | Terminus ouest du multiplex avec la R-251; Sherbrooke indiqué en direction ouest, Johnville indiqué en direction est |
| Coaticook               | Sainte-Edwidge-de-Clifton | 15,70 | R-251 sud – Saint-Herménégilde                            | Terminus est du multiplex avec la R-251                                                                              |
| Coaticook               | Saint-Malo                | 23,80 | R-253 – Saint-Malo, Saint-Isidore-de-Clifton, Sawyerville | |
| - Terminus de multiplex |                           |       |                                                           | |